# Gigantic (Pixies)
Gigantic è un extended play della band statunitense Pixies pubblicato nel 1988. È l'unico estratto dall'album Surfer Rosa dello stesso anno.

## Storia
Il brano Gigantic è cantato dalla bassista Kim Deal ed è stato scritto dalla stessa insieme al cantante e chitarrista del gruppo, Frank Black. Gigantic fu appositamente registrata nuovamente per la pubblicazione dell'EP (la versione sull'album dura circa mezzo minuto in più).
A inizio 2014 la canzone è stata usata nella campagna pubblicitaria di Apple per l'iPhone 5s.

## Tracce
1. Gigantic (New Version) – 3:12 (Kim Deal, Frank Black)
2. River Euphrates (New Version) – 3:23 (Frank Black)
3. Vamos (Live) – 3:28 (Frank Black)
4. In Heaven (The Lady in the Radiator Song) (Live) – 1:46 (Peter Ivers, David Lynch)